# Verger appendiculata
Verger appendiculata là một loài Trichoptera trong họ Limnephilidae. Chúng phân bố ở vùng Tân nhiệt đới.